# Epione repandaria
Epione repandaria là một loài bướm đêm thuộc họ Geometridae. Loài này có thể tìm thấy ở châu Âu.
Sải cánh từ 25–30 mm. Chiều dài cánh trước từ 13–16 mm. Con bướm bay trong một thế hệ từ tháng 7 đến tháng 9. Chúng bị ánh sáng thu hút.
Sâu bướm ăn sallow.

## Hình ảnh

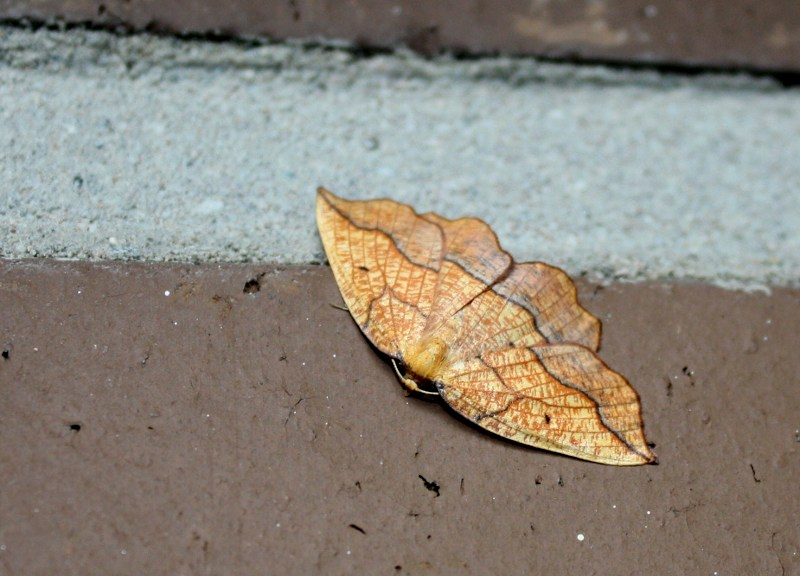
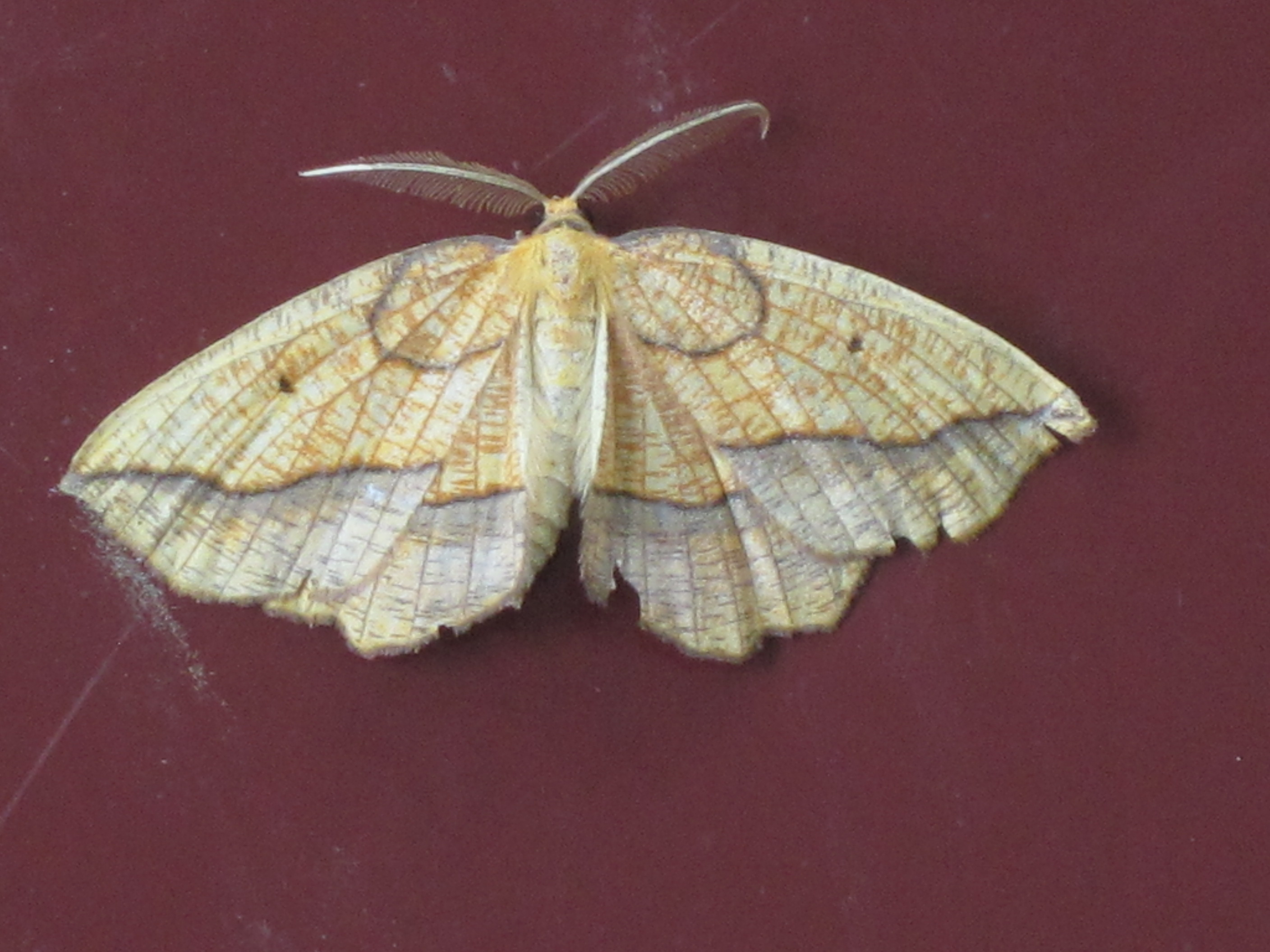
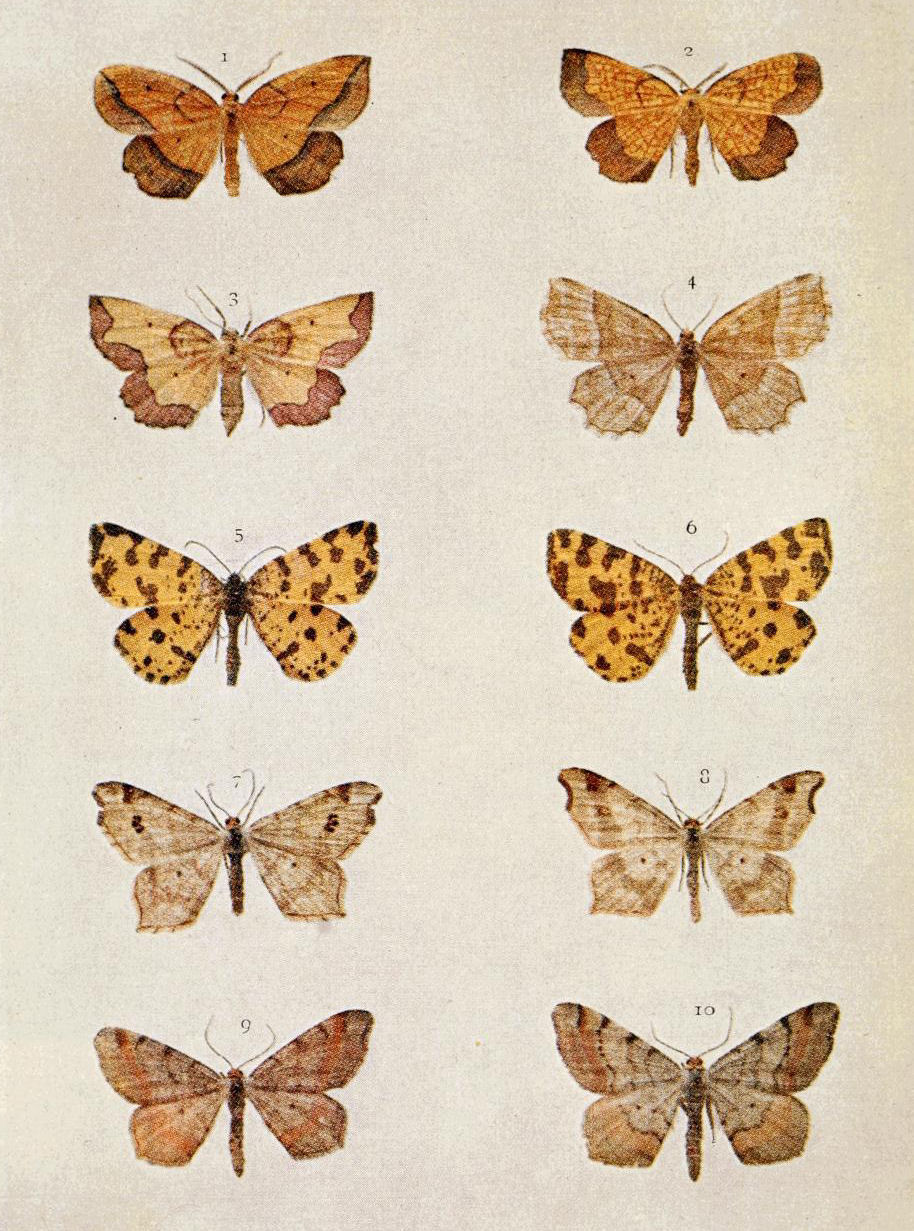
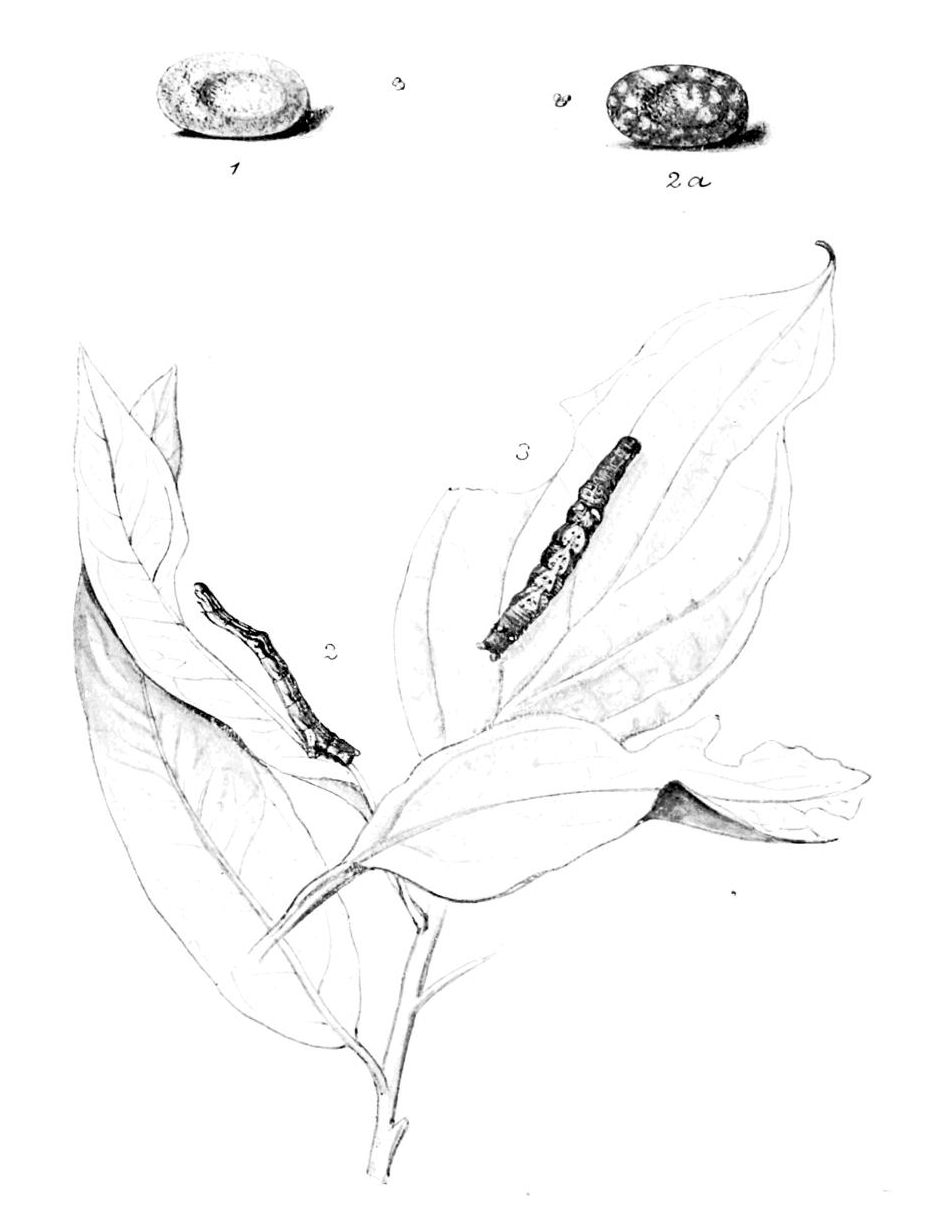